# Brian Smith (futbolista)
Brian Smith (nació el 12 de septiembre de 1955 - 28 de agosto de 2013) fue un jugador profesional de fútbol inglés que jugó como centrocampista.

## Carrera
Nació en Bolton, jugó en Bolton Wanderers, Bradford City, Tulsa Roughnecks, Blackpool, Bournemouth, Bury y Salisbury City.

## Muerte
Smith murió en agosto de 2013, a la edad de 57 años, después de una breve enfermedad.